# Odonteus alabamensis
Odonteus alabamensis är en skalbaggsart som beskrevs av Wallis 1929. Odonteus alabamensis ingår i släktet Odonteus och familjen Bolboceratidae. Inga underarter finns listade i Catalogue of Life.